# Клуб «ЭТО»
Клу́б «ЭТО» — существовавший в Ростове-на-Дону клуб старшеклассников «Эстетика, творчество, общение», единственное в 1970-е годы педагогическое неформальное объединение в СССР, ставившее во главу угла искусство.

## История
Клуб «ЭТО» был создан Татьяной Викторовной Бабушкиной в 1975 году в Ростове-на-Дону. В 1980 году появляются «уроки фантазии» для малышей, они проводились сначала в классе, в котором училась дочь ТиВи. С 1986 по 1990 год Бабушкина работала с детьми из детского дома. В 1990 году создаётся новая форма клуба «Пространственный клуб».
О Бабушкиной и её клубе «ЭТО» писали в своих книгах Леонид Жуховицкий и Евгений Богат.

## Известные участники клуба
- Бражкина, Анна Владимировна (1959) — российский филолог, переводчик, автор проекта «Неофициальный Ростов 1980—1990».
- Ваганов, Игорь Александрович (1959) — российский рок-журналист, художник, культуролог, продюсер, организатор и участник множества медиа и арт-проектов в России и за рубежом.
- Лисовский, Всеволод Эдуардович (1967) — телепродюсер, сценарист, генеральный продюсер интернет-телевидения «Тв-Клик».
- Сигутин, Александр Васильевич (1959) — российский художник.
- Тер-Оганьян, Авдей Степанович (1961) — российский художник, основатель товарищества «Искусство или смерть», галереи в Трёхпрудном переулке, галереи «Вперед!». Первый художник-политэмигрант в истории пост-советской России.